# عقيرباء طوروسية
عقيرباء طوروسية (الاسم العلمي: Euscorpius tauricus) (بالإنجليزية: Crimean scorpion)‏ هي نوع من العنكبوتيات يتبع جنس العقيرباء من الفصيلة العقيربية.